# Wookiee
Wookiee er en fiktiv race fra Star Wars-universet.
De kendetegnes ved at være meget høje, og at være behåret overalt, ofte i en brunlig farve.
Wookiee'erne stammer oprindeligt fra skovplaneten Kashyyyk, men blev sendt bort efter Imperiets fødsel til alverdens planeter som slaver.
De taler ikke andet end deres eget sprog, der består mest af brøl og knurren.
Han Solos styrmand Chewbacca er en wookiee. Chewbacca står i livsgæld til Han Solo efter at den daværende løjtnant i Imperiets flåde reddede ham fra at blive pisket ihjel. Han Solo blev smidt ud af Flåden og begyndte at smugle med sin uldne makker.
- Wikimedia Commons har flere filer relateret til Wookiee

| Star Wars | Spire Denne Star Wars-artikel er en spire som bør udbygges. Du er velkommen til at hjælpe Wikipedia ved at udvide den. |